# سعيد أباد (غلبايغان)
سعيد أباد (بالفارسية: سعیدآباد) هي قرية تقع في قسم كناررودخانه الريفي في إيران. يقدر عدد سكانها بـ 1,949 نسمة .